# نيكولا الأول ملك الجبل الأسود
نيكولا الأول بيتروفيتش-نيكوش (صربية سيريلية:Никола I Петровић-Његош؛ 7 أكتوبر 1841 - 1 مارس 1921) كان أمير الجبل الأسود منذ 1860 حتى 1910، ثم ملك الجبل الأسود منذ 1910 حتى 1918، وأيضا يعرف بـ حمو أوروبا بجانب معاصريه كريستيان التاسع ملك الدنمارك.

## الأمير
كان نيكولا في باريس عند اغتيل عمه دانيلو الأول في أغسطس 1860، وخلفه كأمير، وفي نوفمبر تزوج من ميلينا فوكوتيتش.
خلال فترة السلام نفذ نيكولا سلسلة من الاصلاحات العسكرية والإدارية والتعليمية، ومع ذلك تورطت البلاد في سلسلة من الحروب مع الدولة العثمانية بين 1862 و 1878، وفي عام 1867 التقى الإمبراطور نابليون الثالث في باريس، وفي عام 1868 قام برحلة إلى روسيا بحيث تلقى فيها ترحيبا حميماً من القصير ألكسندر الثاني، وأيضا قام بعد ذلك بـ زيارة بلاطات الملكية في برلين وفيينا، بحيث أنتجت جهوده لكسب تعاطف العائلة الامبراطورية الروسية في جلب النتائج الهامة لجبل الأسود؛ بحيث تم منحه دعم المالي الكبير من قبل القيصر للأغراض التعليمية وغيرها، وأرسلت له أيضا إمدادات من الأسلحة والذخيرة إلى ستنيي، وفي عام 1897 قام بتحصين البلاد من أثار الناجمة من اندلاع الحرب العثمانية اليونانية.

## الملك
في عام 1900 تقلد نيكولا لقب السمو الملكي .
في عام 1903 لم يحزن على اغتيال الملك ألكسندر أوبرينوفيتش بحيث يرونه عدواً لجبل الأسود وعقبة أمام توحيد القومية، على الرغم من أنه لم يقول ذلك علناً، إلا أنه كان يعتقد أن سلالة بيتروفيتش هي التي سيحقق هذا توحيد.
قدم لجبل الأسود أول دستور في عام 1905 بعد ضغوط من السكان التي كانت تتوق إلى المزيد من الحرية، بحيث كان نمط دساتير أوروبا الغربية الذي شمل حرية الصحافة والقانون الجنائي، وفي عام 1906 اتخذ عملة لبلاد التي كانت بيربر، ومع 28 أغسطس 1910 خلال الاحتفال باليوبيل اتخذ لقب الملك، وفي 1912 خلال اندلع حروب البلقان بحيث كان الملك نيكولا واحد من أكثر المتحمسين للحلفاء، بحيث كان يأمل في طرد العثمانيين كلياً من أوروبا، ومرة أخرى مع اندلاع الحرب العالمية الأولى التي بدأت في عام 1914 وكان أول من قدم المساعدات لـ صربيا لصد القوات النمساوية في شبه جزيرة البلقان، كان شخصياً مؤيد للقومية الصربية، بحيث كان يتمنى الوحدة الصربية، ومع ذلك كان معارضاً بشدة لـ العائلة الصربية الملكية.
في يناير 1916 بعد هزيمة صربيا والجبل الأسود تم احتلالها من قبل النمسا-المجر، هرب نيكولا إلى إيطاليا ثم إلى فرنسا بحيث نقلت الحكومة عملياتها إلي بوردو.
بعد نهاية الحرب العالمية الأولى سيطر الصرب على اجتماع بودغوريتشا الذي صوت لعزل نيكولا وضم الجبل الأسود إلى صربيا، بعد بضعة أشهر صربيا (بما في ذلك الجبل الأسود) اندمجت مع الأراضي السلافية الجنوبية التي كانت سابقاً ضمن ممتلكات الإمبراطورية النمساوية المجرية لتشكل مملكة الصرب والكروات والسلوفينيين التي تم تغيير اسمها إلى يوغوسلافيا في عام 1929، نيكولا اتخذ من فرنسا منفى له في عام 1918، ومع ذلك واصل للمطالبة بالعرش حتى وافته المنية بعد ثلاث سنوات من فقدان العرش، دفن في إيطاليا بحيث كانت ابنته الملكة القرينة، وفي عام 1989 بقايا نيكولا وزوجته ميلينا واثنتين من أبنائهم تم إعادة دفنهما في الجبل الأسود.

## وصلات خارجية
- نيكولا الأول ملك الجبل الأسود على موقع الموسوعة البريطانية (الإنجليزية)